# Бањо (Ендр)
Бањо (фр. Bagneux) насеље је и општина у централној Француској у региону Центар (регион), у департману Ендр која припада префектури Исуден.
По подацима из 2011. године у општини је живело 191 становника, а густина насељености је износила 7,55 становника/km². Општина се простире на површини од 25,3 km². Налази се на средњој надморској висини од 143 метара (максималној 146 m, а минималној 92 m).

## Демографија
| 1962. | 1968. | 1975. | 1982. | 1990. | 1999. | 2011. |
| ----- | ----- | ----- | ----- | ----- | ----- | ----- |
| 250   | 287   | 242   | 193   | 169   | 174   | 191   |

График промене броја становника у току последњих година